# Kendall (Florida)
Kendall ist ein census-designated place (CDP) im Miami-Dade County im US-Bundesstaat Florida. Das U.S. Census Bureau hat bei der Volkszählung 2020 eine Einwohnerzahl von 80.241 ermittelt. In Kendall befindet sich die Dadeland Mall.

## Geographie
Kendall grenzt im Osten direkt an die Stadt Pinecrest, liegt rund zehn Kilometer südwestlich von Miami und stellt eine principal city der Metropolregion Miami dar. Der CDP wird vom U.S. Highway 1 sowie von den Florida State Roads 94, 821 (Homestead Extension of Florida’s Turnpike, mautpflichtig), 826 (Palmetto Expressway), 874 (Don Shula Expressway, mautpflichtig), 973, 985, 986, 990 und 993 durchquert bzw. tangiert. Kendall hat über die Stationen Dadeland South und Dadeland North Anschluss an die Miami-Dade Metrorail in Richtung des Stadtzentrums von Miami.

## Demographische Daten
Laut der Volkszählung 2010 verteilten sich die damaligen 75.371 Einwohner auf 31.813 Haushalte. Die Bevölkerungsdichte lag bei 1794,5 Einw./km². 87,9 % der Bevölkerung bezeichneten sich als Weiße, 4,4 % als Afroamerikaner, 0,1 % als Indianer und 3,0 % als Asian Americans. 2,3 % gaben die Angehörigkeit zu einer anderen Ethnie und 2,2 % zu mehreren Ethnien an. 63,7 % der Bevölkerung bestand aus Hispanics oder Latinos.
Im Jahr 2010 lebten in 32,0 % aller Haushalte Kinder unter 18 Jahren sowie 29,2 % aller Haushalte Personen mit mindestens 65 Jahren. 68,6 % der Haushalte waren Familienhaushalte (bestehend aus verheirateten Paaren mit oder ohne Nachkommen bzw. einem Elternteil mit Nachkomme). Die durchschnittliche Größe eines Haushalts lag bei 2,58 Personen und die durchschnittliche Familiengröße bei 3,09 Personen.
23,0 % der Bevölkerung waren jünger als 20 Jahre, 25,8 % waren 20 bis 39 Jahre alt, 30,3 % waren 40 bis 59 Jahre alt und 20,9 % waren mindestens 60 Jahre alt. Das mittlere Alter betrug 41 Jahre. 46,4 % der Bevölkerung waren männlich und 53,6 % weiblich.
Das durchschnittliche Jahreseinkommen lag bei 57.927 $, dabei lebten 10,2 % der Bevölkerung unter der Armutsgrenze.
>
Im Jahr 2000 war Englisch die Muttersprache von 40,39 % der Bevölkerung, spanisch sprachen 52,47 % und 7,14 % hatten eine andere Muttersprache.